# ꭒ
Cette page contient des caractères spéciaux ou non latins. S’ils s’affichent mal (▯, ?, etc.), consultez la page d’aide Unicode.
L’u crochet à gauche ou u bouclé,  (minuscule : ꭒ) est une lettre additionnelle de l’écriture latine qui est utilisée dans certaines transcriptions phonétiques dont l’alphabet Rousselot-Gilliéron utilisée dans l’Atlas linguistique de la France, la transcription de l’Atlas linguistique de la Wallonie, la transcription de Atlas linguistique de la Suisse alémanique (Sprachatlas der deutschen Schweiz).

## Utilisation

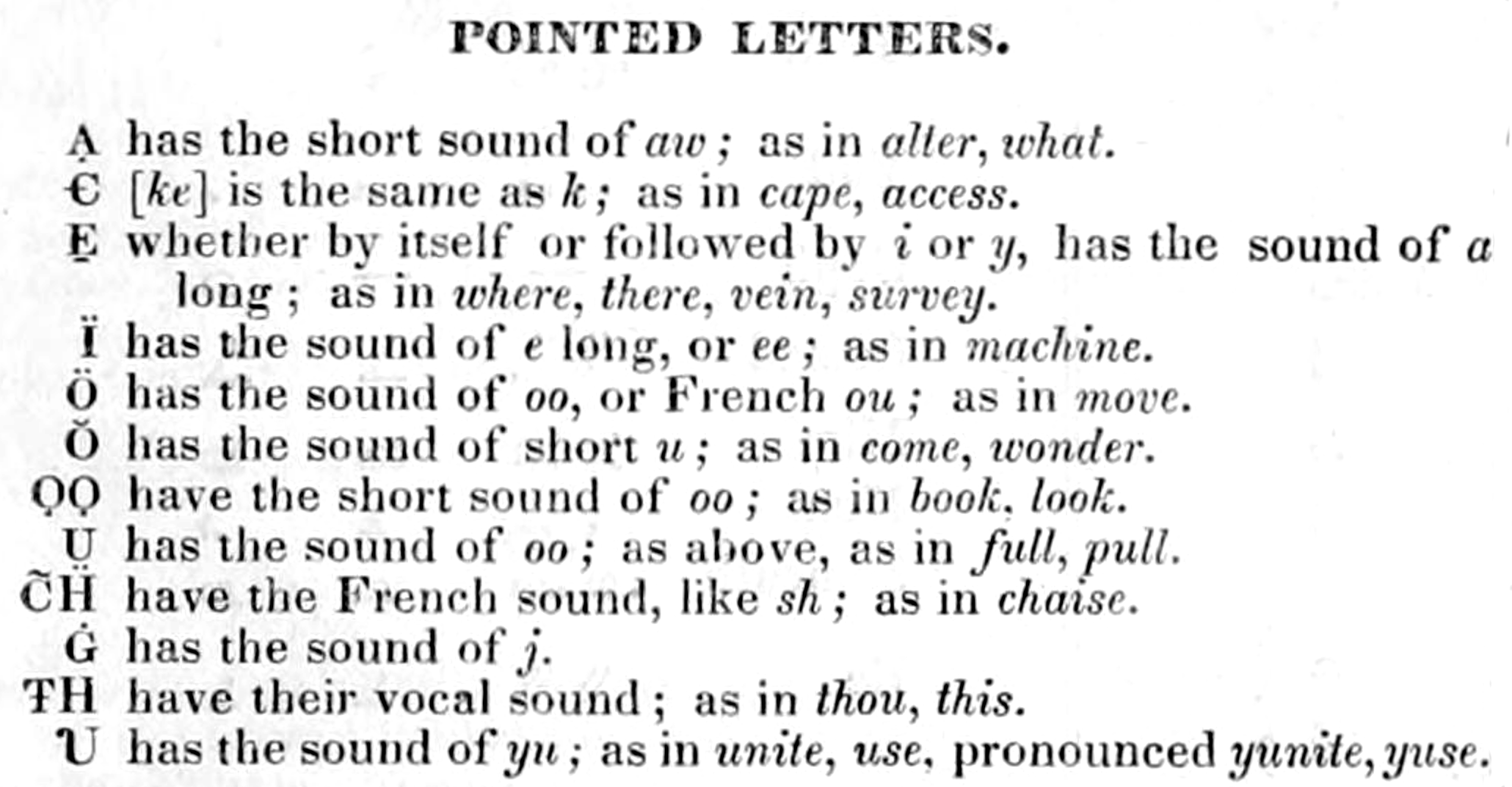
Lettres pointées du dictionnaire américain de la langue anglaise de Webster, publié en 1828, avec le u crochet.

Noah Webster utilise le u crochet à gauche dans la première édition de son dictionnaire américain de la langue anglaise, pour indiquer la lettre u prononcée [ju], comme dans le mot unite.
Samuel Noory utilise le u crochet pour représenter une voyelle mi-ouverte postérieure non arrondie [ʌ] dans le Dictionary of pronunciation publié en 1981.
Dans l’alphabet Rousselot-Gilliéron, ‹ ꭒ ›, avec une boucle à gauche, représente « le ou français, c’est-à-dire une voyelle fermée postérieure arrondie [u], tandis que ‹ u › représente une voyelle fermée antérieure arrondie [y]. Les symboles en indice représente des sons faibles ou incomplets. La transcription phonétique de l’Atlas linguistique de la Wallonie, en grande partie similaire, utilise aussi ces symboles pour ses sons.
Le symbole est aussi utilisé dans l’Atlas linguistique de la Suisse alémanique publié à partir de 1962.

## Représentations informatiques
Le U crochet peut être représenté avec les caractères Unicode suivants :
| formes    | représentations | chaînes de caractères | points de code | descriptions                                     | note     |
| --------- | --------------- | --------------------- | -------------- | ------------------------------------------------ | -------- |
| capitale  |                 | —                     | —              | lettre majuscule latine u crochet                | non codé |
| minuscule | ꭒ               | ꭒ                     | U+AB52         | lettre minuscule latine u crochet à gauche       |          |
| exposant  | ꭟ               | ꭟ                     | U+AB5F         | lettre modificative minuscule u crochet à gauche |          |